# Grotte de Lezetxiki
La grotte de Lezetxiki est un site préhistorique du Paléolithique moyen et supérieur situé dans la commune d'Arrasate (ou Mondragón en espagnol), dans la province de Guipuscoa, dans la communauté autonome du Pays basque, en Espagne,. On y a trouvé les fossiles humains les plus anciens connus au Pays basque. Le gouvernement régional basque l'a déclarée Bien d'intérêt culturel en 2022.

## Historique
La grotte de Lezetxiki a été découverte en 1927, mais fouillée pour la première fois de 1956 à 1968 par José Miguel de Barandiarán Ayerbe et Jesus Altuna, qui ont notamment trouvé un humérus humain fossile daté du Pléistocène moyen. Elle est fouillée depuis 1996 sous la direction du professeur de l’université du Pays basque Álvaro Arrizabalaga.

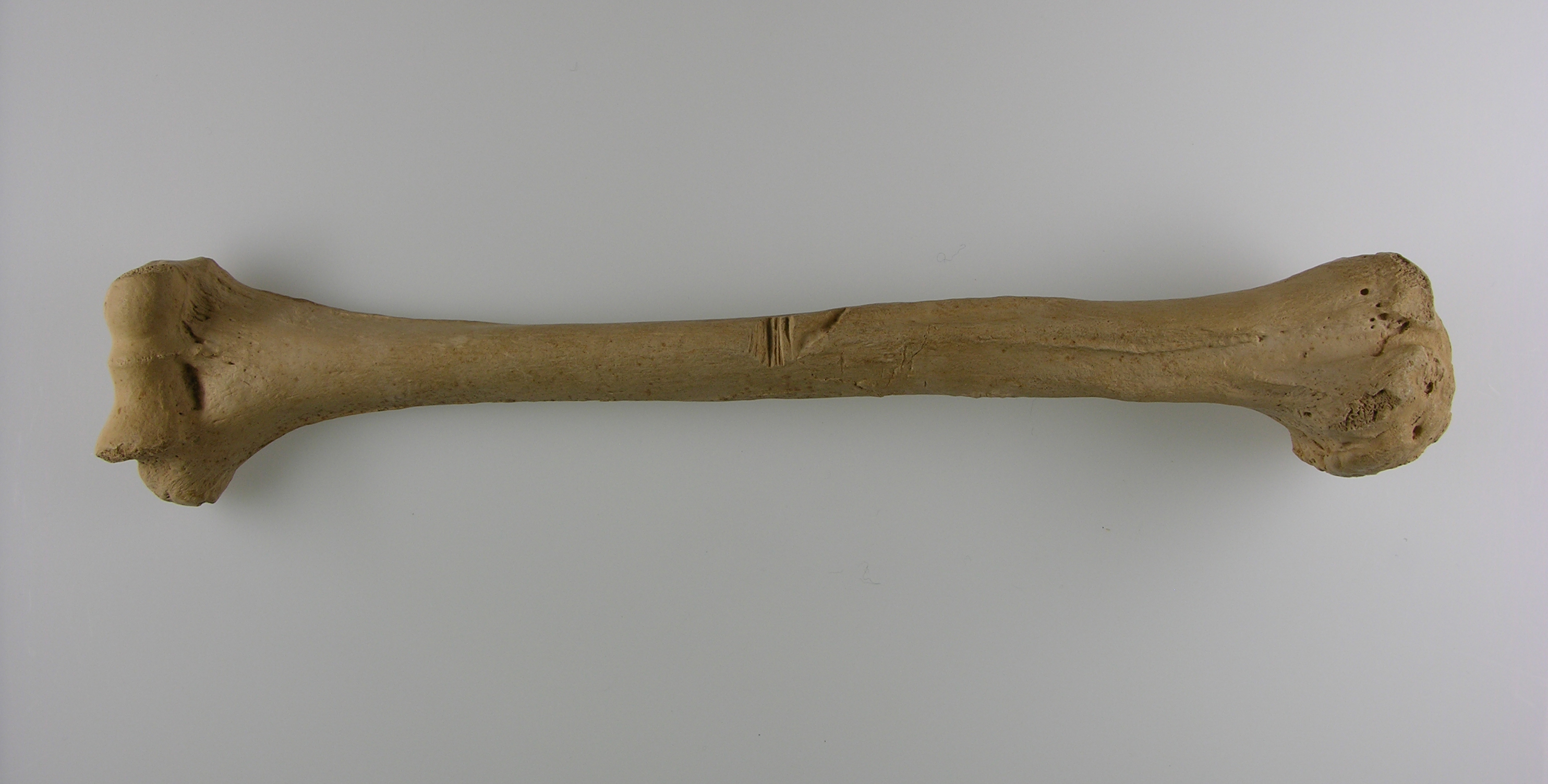
Humérus humain fossile trouvé à Lezetxiki

## Situation
La grotte est située dans le quartier de Garagarza à Arrasate, sur le flanc oriental du mont Bostate, l’une des collines qui forment le massif d'Udala.

## Stratigraphie
Huit couches stratigraphiques ont été mises en évidence par les fouilles. Les plus basses montrent le passage de l'Acheuléen final au Moustérien ancien.
13 outils lithiques ont été trouvés au niveau VII (le plus bas étant le niveau VIII), ce qui laisse présumer une occupation seulement sporadique de la grotte à cette période. Le niveau VI a en revanche livré 112 outils lithiques, principalement sur silex, mais aussi sur ophite, quartzite, grès et autres matériaux. Parmi les outils retouchés, les wastringues dominent, suivis des denticulés, ce qui permet clairement de classer ce niveau comme moustérien. De même, des outils denticulés du Moustérien ont été trouvés au niveau Vb.

## Fossiles humains
Les fossiles humains mis au jour sont :
- un humérus féminin, dont l'attribution est discutée entre Homo heidelbergensis et l'Homme de Néandertal ;
- deux dents néandertaliennes datées d'environ 150 000 ans ;
- une mandibule partielle d'Homo sapiens.

L'humérus fossile a été daté en 2014 d'au moins 164 000 ans, ce qui en fait le fossile humain le plus ancien connu au Pays basque à ce jour.

## Vestiges de paléofaune
Les fouilles ont livré les restes fossiles de plusieurs animaux : carcajou (Gulo gulo), ours de Deninger (Ursus deningeri), ours des cavernes (Ursus spelaeus), cerf géant (Megaloceros giganteus), lion des cavernes eurasiatique (Panthera spelaea).